# Ішимбай
Ішимба́й (рос. Ишимбай, башк. Ишембай) — місто, центр Ішимбайського району Башкортостану, Росія. Адміністративний центр та єдиний населений пункт Ішимбайського міського поселення.

## Стислі відомості
Розташоване на річках Білій і Тайрук. Символом міста, зображеним на його гербі та прапорі, є гора Торатау.
Виникнення і економічний розвиток Ішимбаю пов'язаний з відкриттям нафтових родовищ. 1932 року у села Ішимбаєво зі свердловини № 702 видобули першу нафту. Був утворений перший в республіці нафтопромисел. З 1934 року Ішимбай — селище міського типу, а з 10 лютого 1940 року указом Президії Верховної Ради РРФСР перетворений у місто.
Населення:
| Стовпчик 1 | Стовпчик 2 |
| ---------- | ---------- |
| 1815       | 13         |
| 1839       | 28         |
| 1857       | 96         |
| 1920       | 298        |
| 1935       | 7000       |
| 1939       | 32000      |
| 1944       | 43900      |
| 1945       | 41000      |
| 1946       | 42000      |
| 1947       | 45500      |
| 1959       | 46658      |
| 1967       | 53000      |
| 1970       | 54232      |
| 1973       | 55000      |
| 1979       | 56993      |
| 1982       | 61000      |
| 1986       | 66000      |
| 1989       | 69896      |
| 1992       | 71300      |
| 1994       | 72000      |
| 1996       | 71300      |
| 1998       | 70800      |
| 2000       | 70600      |
| 2002       | 70195      |
| 2004       | 69740      |
| 2005       | 69252      |
| 2006       | 68914      |
| 2007       | 68403      |
| 2008       | 68121      |
| 2009       | 68038      |
| 2010       | 66259      |
| 2012       | 66065      |
| 2014       | 66177      |
| 2015       | 66240      |

Національний склад (станом на 2010 рік):
- росіяни — 51,9 %
- башкири — 29,7 %
- татари — 14,7 %
- чуваші — 0,9 %
- українці — 0,8 %
- білоруси — 0,2 %
- мордва — 0,2 %
- марійці — 0,1 %

## Відомі люди
- Грачов Анатолій Дмитрович (1937—2005) — радянський і російський актор театру і кіно
- Бурмистрова Ніна Михайлівна — українська поетеса
- Григор'єва Наталія Миколаївна (* 1962) — радянська та українська легкоатлетка-бігунка з бар'єрами, майстер спорту СРСР міжнародного класу. Рекордсменка України; п'ятиразова чемпіонка СРСР.
- Іванов-Ахметов Володимир Михайлович — радянський, російський і український художник-графік
- Ідрісова Айгуль Ільдусівна (* 1995) — російська шашистка
- Рашит Назар — башкирський поет
- Абубакірова Гульназ Ахматівна (* 1996) — російська шашистка.

## Галерея

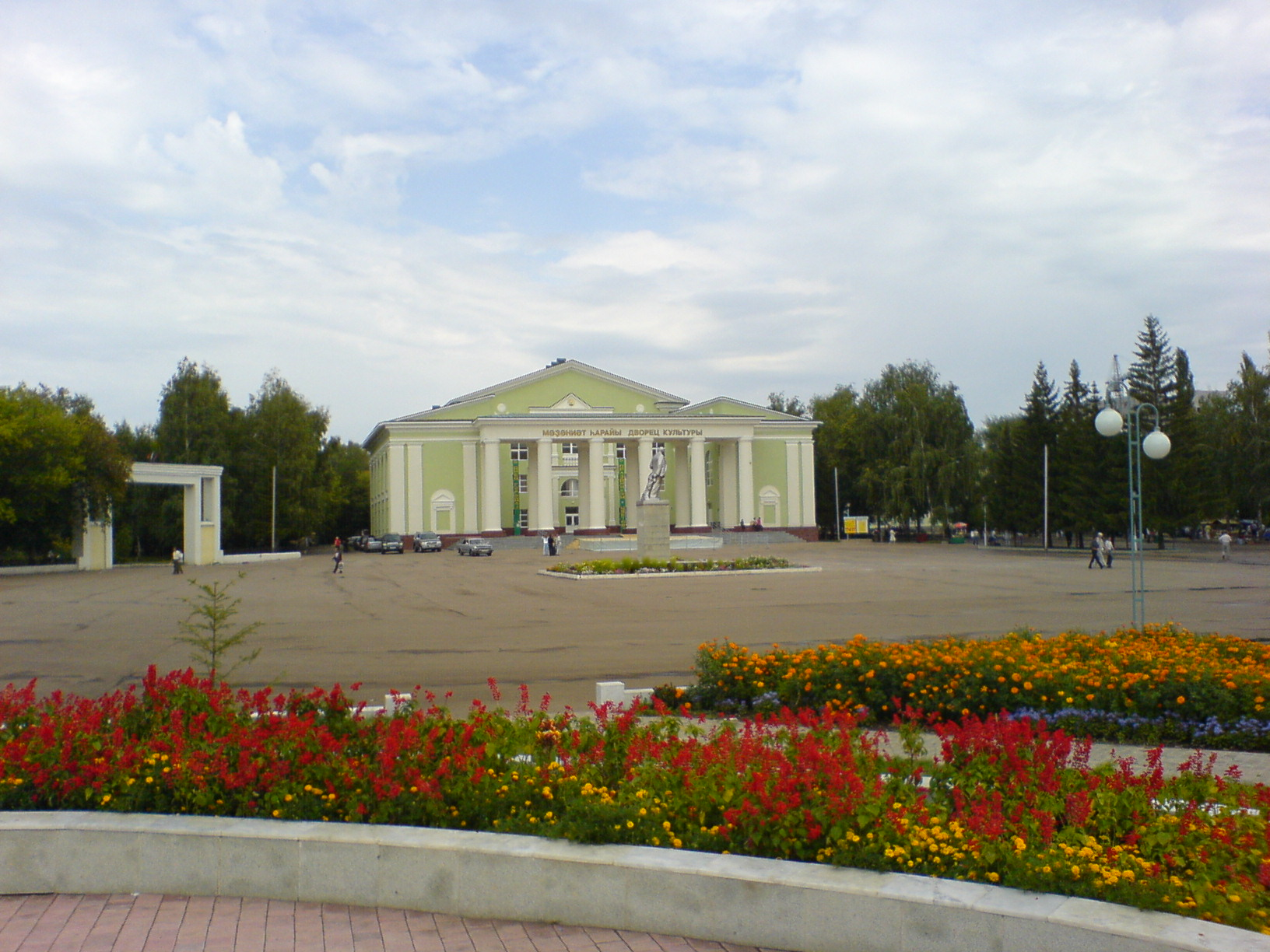
Пам'ятник першовідкривачам башкирської нафти